# Kroatië op de Olympische Zomerspelen 2012
Kroatië nam deel aan de Olympische Zomerspelen 2012 in Londen, Verenigd Koninkrijk.

## Medailleoverzicht
| Sport       | Olympiër                                                | Onderdeel        | Medaille |
| ----------- | ------------------------------------------------------- | ---------------- | -------- |
| Atletiek    | Sandra Perković                                         | discuswerpen (v) | Goud     |
| Schietsport | Giovanni Cernogoraz                                     | trap (m)         | Goud     |
| Waterpolo   | olympisch team                                          | mannen           | Goud     |
| Roeien      | Damir Martin David Šain Martin Sinković Valent Sinković | dubbel-4 (m)     | Zilver   |
| Handbal     | olympisch team                                          | mannen           | Brons    |
| Taekwondo   | Lucija Zaninović                                        | tot 49 kg (v)    | Brons    |

## Deelnemers en resultaten
(m) = mannen, (v) = vrouwen

### Atletiek
| Olympiër               | Onderdeel                | Resultaat | Prestatie                                                   |
| ---------------------- | ------------------------ | --------- | ----------------------------------------------------------- |
| Ivan Horvat            | polsstokhoogspringen (m) | 20e       | kwalificatiegroep A: 11de met 5,35m                         |
| Nedzad Mulabegovic     | kogelstoten (m)          | 18e       | kwalificatiegroep B: 9de met 19,86m                         |
| Martin Maric           | discuswerpen (m)         | 17e       | kwalificatiegroep B: 10de met 62,87m                        |
| Roland Varga           | discuswerpen (m)         | 36e       | kwalificatiegroep A: 17de met 58,17m                        |
| Andras Haklits         | kogelslingeren (m)       | 30e       | kwalificatiegroep A: 16de met 70,61m                        |
|                        |                          |           |                                                             |
| Nikolina Horvat        | 400m horden (v)          | 37e       | serie 4: 8ste in 58,49                                      |
| Lisa Christina Stublic | marathon (v)             | 52e       | 2:34.03                                                     |
| Ana Simic              | hoogspringen (v)         | 29e       | kwalificatiegroep B: 15de met 1,80m                         |
| Sandra Perković        | discuswerpen (v)         | Goud      | kwalificatiegroep B: 2de met 65,74m finale: 1ste met 69,11m |

### Basketbal
| Olympiër | Onderdeel | Resultaat | Prestatie |
| --- | --------- | --------- | --- |
| Iva Ciglar Luca Ivankovic Jelena Ivezic Andja Jelavic Lisa Ann Karcic Ana Lelas Sandra Mandir Mirna Mazic Antonija Misura Emanuela Salopek Iva Sliskovic Marija Vrsaljko | vrouwen   | 9e        | groep A: 5de V van Verenigde Staten: 56-81 V van China: 58-83 V van Tsjechië: 70-89 W van Angola: 75-56 V van Turkije: 65-70 |

| Groep A |                  |             |             |             |            |            |            |        |
| #       | Land             | Wedstrijden | Wedstrijden | Wedstrijden | Doelpunten | Doelpunten | Doelpunten | Punten |
| #       | Land             | G           | W           | V           | V          | T          | Saldo      | Punten |
| 1       | Frankrijk        | 5           | 5           | 0           | 356        | 319        | +37        | 10     |
| 2       | Australië        | 5           | 4           | 1           | 353        | 322        | +31        | 9      |
| 3       | Rusland          | 5           | 3           | 2           | 314        | 308        | +6         | 8      |
| 4       | Canada           | 5           | 2           | 3           | 328        | 332        | -4         | 7      |
| 5       | Brazilië         | 5           | 1           | 4           | 329        | 354        | -25        | 6      |
| 6       | Groot-Brittannië | 5           | 0           | 5           | 327        | 372        | -45        | 5      |

| Ronde      | Datum  | Plaats           | Land  | Score    | Land |
| ---------- | ------ | ---------------- | ----- | -------- | ---- |
| Groepsfase |        |                  |       |          |      |
| 28 juli    | Londen | Verenigde Staten | 81-56 | Kroatië  |      |
| 30 juli    | Londen | Kroatië          | 58-83 | China    |      |
| 1 augustus | Londen | Kroatië          | 70-89 | Tsjechië |      |
| 3 augustus | Londen | Angola           | 56-75 | Kroatië  |      |
| 5 augustus | Londen | Kroatië          | 65-70 | Turkije  |      |

### Gymnastiek
| Olympiër   | Onderdeel                | Resultaat | Prestatie |
| ---------- | ------------------------ | --------- | --- |
| Filip Ude  | paard voltige (m)        | 32e       | kwalificatie: 32ste met 13,933 punten                                                                                             |
|            |                          |           | |
| Tina Erceg | individuele meerkamp (v) | 40e       | kwalificatie: 40ste Sprong: 13,500 (65e) Brug ongelijk: 12,833 (58e) Balk: 12,266 (60e) Vloer: 13,466 (41e) totaal: 52,065 punten |

### Handbal

#### Mannen
| Olympiër | Onderdeel | Resultaat | Prestatie |
| --- | --------- | --------- | --- |
| Mirko Alilovic Ivano Balic Damir Bicanic Denis Buntic Ivan Cupic Domagoj Duvnjak Jakov Gojun Zlatko Horvat Marko Kopljar Blazenko Lackovic Venio Losert Ivan Nincevic Manuel Strlek Igor Vori Drago Vukovic | mannen    | Brons     | groep B: 1ste W van Zuid-Korea: 31-21 W van Servië: 31-23 W van Hongarije: 26-19 W van Duitsland: 32-21 W van Spanje: 30-25 kwartfinale: W van Tunesië: 25-23 halve finale: V van Frankrijk: 22-25 bronzen finale: W van Hongarije: 33-26 |

| Groep B |            |             |             |             |             |            |            |            |        |
| #       | Land       | Wedstrijden | Wedstrijden | Wedstrijden | Wedstrijden | Doelpunten | Doelpunten | Doelpunten | Punten |
| #       | Land       | G           | W           | G           | V           | V          | T          | Saldo      | Punten |
| 1       | Kroatië    | 5           | 5           | 0           | 0           | 150        | 109        | +41        | 10     |
| 2       | Denemarken | 5           | 4           | 0           | 1           | 124        | 129        | -5         | 8      |
| 3       | Spanje     | 5           | 3           | 0           | 2           | 140        | 126        | +14        | 6      |
| 4       | Hongarije  | 5           | 2           | 0           | 3           | 114        | 128        | -14        | 4      |
| 5       | Servië     | 5           | 1           | 0           | 4           | 120        | 131        | -11        | 2      |
| 6       | Zuid-Korea | 5           | 0           | 0           | 5           | 115        | 140        | -25        | 0      |

| Ronde          | Datum  | Plaats     | Land  | Score      | Land |
| -------------- | ------ | ---------- | ----- | ---------- | ---- |
| Groepsfase     |        |            |       |            |      |
| 29 juli        | Londen | Kroatië    | 31-21 | Zuid-Korea |      |
| 31 juli        | Londen | Servië     | 23-31 | Kroatië    |      |
| 2 augustus     | Londen | Kroatië    | 26-19 | Hongarije  |      |
| 4 augustus     | Londen | Kroatië    | 32-21 | Denemarken |      |
| 6 augustus     | Londen | Zuid-Korea | 25-30 | Kroatië    |      |
| Kwartfinale    |        |            |       |            |      |
| 8 augustus     | Londen | Kroatië    | 25-23 | Tunesië    |      |
| Halve finale   |        |            |       |            |      |
| 10 augustus    | Londen | Frankrijk  | 25-22 | Kroatië    |      |
| Bronzen finale |        |            |       |            |      |
| 12 augustus    | Londen | Hongarije  | 26-33 | Kroatië    |      |

#### Vrouwen
| Olympiër | Onderdeel | Resultaat | Prestatie |
| --- | --------- | --------- | --- |
| Maida Arslanagic Sonja Basic Kristina Franic Anita Gace Jelena Grubisic Lidija Horvat Ivana Jelcic Dijana Jovetic Ivana Lovric Vesna Milanovic-Litre Andrea Penezic Nikica Pusic-Koroljevic Andrea Seric Miranda Tatari Maja Zebic | vrouwen   | 5e        | groep A: 2de V van Brazilië: 23-24 W van Angola: 28-23 W van Rusland: 30-28 W van Montenegro: 27-26 W van Groot-Brittannië: 37-14 kwartfinale: V van Spanje: 22-25 |

| Groep A |                  |             |             |             |             |            |            |            |        |
| #       | Land             | Wedstrijden | Wedstrijden | Wedstrijden | Wedstrijden | Doelpunten | Doelpunten | Doelpunten | Punten |
| #       | Land             | G           | W           | G           | V           | V          | T          | Saldo      | Punten |
| 1       | Brazilië         | 5           | 4           | 1           | 0           | 137        | 122        | +15        | 8      |
| 2       | Kroatië          | 5           | 4           | 0           | 1           | 145        | 115        | +30        | 8      |
| 3       | Rusland          | 5           | 3           | 1           | 1           | 151        | 125        | +26        | 7      |
| 4       | Montenegro       | 5           | 2           | 1           | 2           | 137        | 123        | +14        | 5      |
| 5       | Angola           | 5           | 1           | 0           | 4           | 132        | 142        | -10        | 2      |
| 6       | Groot-Brittannië | 5           | 0           | 0           | 5           | 91         | 166        | -75        | 0      |

| Ronde       | Datum  | Plaats  | Land  | Score            | Land |
| ----------- | ------ | ------- | ----- | ---------------- | ---- |
| Groepsfase  |        |         |       |                  |      |
| 28 juli     | Londen | Kroatië | 23-24 | Brazilië         |      |
| 30 juli     | Londen | Angola  | 23-28 | Kroatië          |      |
| 1 augustus  | Londen | Rusland | 28-30 | Kroatië          |      |
| 3 augustus  | Londen | Kroatië | 27-26 | Montenegro       |      |
| 5 augustus  | Londen | Kroatië | 37-14 | Groot-Brittannië |      |
| Kwartfinale |        |         |       |                  |      |
| 7 augustus  | Londen | Spanje  | 25-22 | Kroatië          |      |

### Judo
| Olympiër             | Onderdeel | Resultaat | Prestatie                                                 |
| -------------------- | --------- | --------- | --------------------------------------------------------- |
| Tomislav Marijanovic | -81kg (m) | 17e       | voorronde: vrij 1ste ronde: V van GEO Tchrikishvili: yuko |
|                      |           |           |                                                           |
| Marijana Miskovic    | -63kg (v) | 9e        | 1ste ronde: vrij 2de ronde: V van JPN Ueno: koka          |

### Kanovaren
| Olympiër    | Onderdeel      | Resultaat | Prestatie                                         |
| ----------- | -------------- | --------- | ------------------------------------------------- |
| Dinko Mulic | K-1 slalom (m) | 22e       | serie 1: 22ste in 293,58 serie 2: 20ste in 143,28 |

### Roeien
| Olympiër                                                | Onderdeel       | Resultaat | Prestatie |
| ------------------------------------------------------- | --------------- | --------- | --- |
| Mario Vekic                                             | skiff (m)       | 15e       | serie 6: 2de in 7.02,63 kwartfinale 1: 4de in 7.05,78 halve finale C/D: 1ste in 7.33,51 finale C: 3de in 7.27,60 |
| Damir Martin David Šain Martin Sinković Valent Sinković | dubbel-vier (m) | Zilver    | serie 2: 1ste in 5.39,08 halve finale 1: 1ste in 6.03,39 finale: 2de in 5.44,78                                  |

### Schermen
| Olympiër        | Onderdeel  | Resultaat | Prestatie                          |
| --------------- | ---------- | --------- | ---------------------------------- |
| Bojan Jovanovic | floret (m) | 36e       | 1ste ronde: V van MEX Gomez: 14-15 |

### Schietsport
| Olympiër            | Onderdeel                  | Resultaat | Prestatie                                                                                   |
| ------------------- | -------------------------- | --------- | ------------------------------------------------------------------------------------------- |
| Petar Gorsa         | 10m luchtgeweer (m)        | 43e       | kwalificatie: 43ste met 586 punten (98-98-96-99-99-96)                                      |
| Bojan Durkovic      | 10m luchtgeweer (m)        | 36e       | kwalificatie: 36ste met 590 punten (97-100-100-99-97-97)                                    |
| Bojan Durkovic      | 50m geweer 3 houdingen (m) | 35e       | kwalificatie: 35ste met 1152 punten (396-369-387)                                           |
| Bojan Durkovic      | 50m geweer liggend (m)     | 7e        | kwalificatie: 8ste met 595 punten (97-99-100-99-100-100) finale: 7de met 698 punten         |
| Giovanni Cernogoraz | trap (m)                   | Goud      | kwalificatie: 6de met 122 punten (25-25-24-24-24) finale: 1ste met 24 punten shoot off: 6/6 |
| Anton Glasnovic     | trap (m)                   | 6e        | kwalificatie: 5de met 122 punten (25-24-25-24-24) finale: 6de met 21 punten                 |
| Anton Glasnovic     | dubbeltrap (m)             | 23e       | kwalificatie: 23ste met 114 punten (38-34-42)                                               |
|                     |                            |           |                                                                                             |
| Snjezana Pejcic     | 10m luchtgeweer (v)        | 18e       | kwalificatie: 18de met 395 punten (99-98-99-99)                                             |
| Snjezana Pejcic     | 50m geweer 3 houdingen (v) | 5e        | kwalificatie: 6de met 584 punten (193-195-196) finale: 5de met 97.9 punten                  |

### Taekwondo
| Olympiër         | Onderdeel | Resultaat | Prestatie |
| ---------------- | --------- | --------- | --- |
| Lucija Zaninovic | -49kg (v) | Brons     | 1ste ronde: W van CAF Kang: 14-0 kwartfianle: W van ARG Rodriguez: 13-4 halve finale: V van CHN Wu Jingyu: 7-19 bronzen finale: W van MEX Pena: 6-5 |
| Ana Zaninovic    | -57kg (v) | 11e       | 1ste ronde: V van JPN Hamada: 11-14 |

### Tafeltennis
| Olympiër        | Onderdeel      | Resultaat | Prestatie |
| --------------- | -------------- | --------- | --- |
| Andrej Gacina   | enkelspel (m)  | 9e        | voorronde: vrij 1ste ronde: vrij 2de ronde: W van SWE Persson: 4-0 (11-5, 11-6, 11-7, 11-4) 3de ronde: W van RUS Shibaev: 4-3 (11-6, 11-7, 9-11, 11-8, 8-11, 9-11, 11-8) 4de ronde: V van TPE Chuang: 2-4 (8-11, 5-11, 4-11, 11-7, 11-3, 5-11) |
| Zoran Primorac  | enkelspel (m)  | 33e       | voorronde: vrij 1ste ronde: vrij 2de ronde: V van EGY Lashin: 3-4 (6-11, 11-8, 10-12, 11-5, 12-10, 9-11, 8-11) |
|                 |                |           | |
| Cornelia Molnar | eenkelspel (v) | 33e       | voorronde: vrij 1ste ronde: W van USA Zhang: 4-0 (11-6, 11-8, 11-7, 11-5) 2de ronde: V van PRK Kim: 1-4 (9-11, 11-9, 6-11, 4-11, 8-11) |
| Yuan Tian       | eenkelspel (v) | 33e       | voorronde: vrij 1ste ronde: W van CHI Rodriguez: 4-0 (11-6, 11-6, 11-7, 11-7) 2de ronde: V van HUN Pota: 1-4 (13-11, 4-11, 2-11, 10-12, 2-11)                                                                                                  |

### Tennis
| Olympiër               | Onderdeel      | Resultaat | Prestatie |
| ---------------------- | -------------- | --------- | --- |
| Marin Čilić            | enkelspel (m)  | 17e       | 1ste ronde: W van AUT Melzer: 7-6(5), 6-2 2de ronde: V van AUS Hewitt: 4-6, 5-7                                                                      |
| Ivan Dodig             | enkelspel (m)  | 33e       | 1ste ronde: V van ARG del Potro: 3-6, 4-6 |
| Marin Čilić Ivan Dodig | dubbelspel (m) | 5e        | 1ste ronde: W van COL Cabal / Giraldo: 6-3, 6-4 2de ronde: W van SWE Brunström / Lindstedt: 6-3, 6-2 kwartfinale: V van ESP Ferrer / López: 4-6, 4-6 |

* Ivo Karlović moest zich afmelden wegens een voetblessure. Zijn plaats werd ingenomen door de Duitser Philipp Petzschner.
* Ook Petra Martić moest zich afmelden wegens een voetblessure. Haar plaats werd ingenomen door de Britse Laura Robson.

### Waterpolo
| Olympiër | Onderdeel | Resultaat | Prestatie |
| --- | --------- | --------- | --- |
| Samir Barač Miho Bošković Ivan Buljubašić Damir Burić Andro Bušlje Nikša Dobud Igor Hinić Maro Joković Petar Muslim Paulo Obradović Josip Pavić Sandro Sukno Frano Vićan | mannen    | Goud      | groep A: 1ste W van Griekenland: 8-6 W van Spanje: 8-7 W van Italië: 11-6 W van Australië: 11-6 W van Kazachstan: 12-4 kwartfinale: W van Verenigde Staten: 8-2 halve finale: W van Montenegro: 7-5 finale: W van Italië: 8-6 |

| Groep A |             |             |             |             |             |        |        |        |        |
| #       | Land        | Wedstrijden | Wedstrijden | Wedstrijden | Wedstrijden | Punten | Punten | Punten | Punten |
| #       | Land        | G           | W           | G           | V           | V      | T      | Saldo  | Punten |
| 1       | Kroatië     | 5           | 5           | 0           | 0           | 50     | 29     | +21    | 10     |
| 2       | Italië      | 5           | 3           | 1           | 1           | 40     | 36     | +4     | 7      |
| 3       | Spanje      | 5           | 3           | 0           | 2           | 52     | 42     | +10    | 6      |
| 4       | Australië   | 5           | 2           | 0           | 3           | 40     | 44     | −4     | 4      |
| 5       | Griekenland | 5           | 1           | 1           | 3           | 41     | 43     | −2     | 3      |
| 6       | Kazachstan  | 5           | 0           | 0           | 5           | 24     | 53     | −9     | 0      |

| Ronde        | Datum  | Plaats      | Land | Score            | Land |
| ------------ | ------ | ----------- | ---- | ---------------- | ---- |
| Groepsfase   |        |             |      |                  |      |
| 29 juli      | Londen | Griekenland | 6-8  | Kroatië          |      |
| 31 juli      | Londen | Kroatië     | 8-7  | Spanje           |      |
| 2 augustus   | Londen | Italië      | 6-11 | Kroatië          |      |
| 4 augustus   | Londen | Kroatië     | 11-6 | Australië        |      |
| 6 augustus   | Londen | Kazachstan  | 4-12 | Kroatië          |      |
| Kwartfinale  |        |             |      |                  |      |
| 8 augustus   | Londen | Kroatië     | 8-2  | Verenigde Staten |      |
| Halve finale |        |             |      |                  |      |
| 10 augustus  | Londen | Kroatië     | 7-5  | Montenegro       |      |
| Finale       |        |             |      |                  |      |
| 12 augustus  | Londen | Kroatië     | 8-6  | Italië           |      |

### Wielersport
| Olympiër          | Onderdeel        | Resultaat | Prestatie |
| ----------------- | ---------------- | --------- | --------- |
| Kristijan Đurasek | wegwedstrijd (m) | 68e       | 5:46.37   |
| Radoslav Rogina   | wegwedstrijd (m) | 41e       | 5:46.37   |

### Worstelen
| Olympiër       | Onderdeel      | Resultaat      | Prestatie                                                                                   |
| Grieks-Romeins | Grieks-Romeins | Grieks-Romeins | Grieks-Romeins                                                                              |
| -------------- | -------------- | -------------- | ------------------------------------------------------------------------------------------- |
| Neven Zugaj    | -74kg (m)      | 10e            | kwalificatie: W van EGY Tolba: 3-0 1ste ronde: V van AZE Ahmadov: 0-3                       |
| Nenad Zugaj    | -84kg (m)      | 14e            | kwalificatie: vrij 1ste ronde: V van EGY Ibrahim: 1-3 herkansingen: V van FRA Noumonvi: 0-3 |

### Zeilen
| Olympiër                    | Onderdeel        | Resultaat | Prestatie                                                             |
| --------------------------- | ---------------- | --------- | --------------------------------------------------------------------- |
| Luka Mratovic               | RS:X (m)         | 21e       | 170 punten: (24, 19, 26, 20, 22, 11, 14, 16, 18, 36)                  |
| Ivan Kljakovic Gaspic       | finn (m)         | 5e        | 55 punten: (3, 3, 7, 9, 5, 6, 3, 7, 4, 10, medaillerace: 8)           |
| Tonci Stipanovic            | laser (m)        | 4e        | 77 punten: (5, 6, 20, 4, 3, 1, 8, 13, 6e, 15, medaillerace: 16)       |
| Šime Fantela Igor Marenić   | 470 (m)          | 6e        | 115 punten: (dsq, 13, 9, 10, 8, 5, 15, 1, 2, 22, medaillerace: 2)     |
| Petar Cupac Pavle Kostov    | 49er (m)         | 17e       | 181 punten: (13, 17, 8, 15, 13, 14, 17, 4, 19, 15, 17, 3, 14, 12, 19) |
| Dan Lovrovic Marin Lovrovic | star (m)         | 16e       | 116 punten: (8, 12, 16, 15, 14, 13, 12, 15, 12, 15)                   |
|                             |                  |           |                                                                       |
| Tina Mihelić                | laser radial (v) | 17e       | 148 punten: (14, 12, 22 25, 17, 25, 14, 13, 14, 17)                   |
| Enia Nincevic Romana Zupan  | 470 (v)          | 17e       | 115 punten: (4, 16, 13, 11, 20, 11, 8, 19, 19, 14)                    |

### Zwemmen
| Olympiër           | Onderdeel            | Resultaat | Prestatie               |
| ------------------ | -------------------- | --------- | ----------------------- |
| Mario Todorović    | 50m vrije slag (m)   | 28e       | serie 5: 4de in 22,75   |
|                    |                      |           |                         |
| Sanja Jovanovic    | 100m rugslag (v)     | 36e       | serie 2: 5de in 1.03,38 |
| Kim Daniela Pavlin | 200m rugslag (v)     | 33e       | serie 2: 6de in 2.15,67 |
| Kim Daniela Pavlin | 200m wisselslag (v)  | 30e       | serie 2: 7de in 2.17,17 |
| Karla Sitic        | 10 km open water (v) | 12e       | 1:58.54,7               |